# Bernhard (Vorname)
Bernhard ist ein männlicher Vorname.

## Herkunft und Bedeutung
Bei Bernhard handelt es sich um eine jüngere deutsche Form des althochdeutschen Namens Berinhart, der sich aus den Elementen „Bär“ (althochdeutsch Nominativ Singular bëro, Genitiv Singular bërin) und „hart“ (althochdeutsch hart, d. h. hart, stark) zusammensetzt.

## Verbreitung
Der Name Bernhard ist in erster Linie im deutschen Sprachraum verbreitet. Noch im Jahr 1990 gehörte der Name in Österreich zu den 20 beliebtesten Jungennamen. Seine Popularität sank immer weiter. Seit 2003 findet sich Bernhard nicht mehr unter den 60 beliebtesten Jungennamen des Landes.
Auch in Schweden, Finnland, Norwegen und Dänemark ist der Name geläufig.
In Deutschland zählte der Name Bernhard bis in die 1960er Jahre hinein zu den beliebtesten Jungennamen, jedoch gehörte er nie zur Top-20 der Vornamenscharts. Mit den 1970er Jahren sank die Popularität des Namens merklich ab. Seit den 1990er Jahren wird er nur noch ausgesprochen selten vergeben.

## Varianten

### Männliche Varianten
- Dänisch: Bernard, Berner, Bjørner
  - Diminutiv: Bernt
- Deutsch: Bernardus
  - Althochdeutsch: Berenard, Berenhard, Berinhard
  - Urgermanisch: Berard, Bernard
  - Friesisch: Bent, Behrend
  - Niederdeutsch: Bennert, Berent
  - Diminutiv: Benno, Bernd, Bern
- Englisch: Bernard
  - Diminutiv: Barney, Bernie, Berny
- Färöisch: Bernar
- Französisch: Bernard
- Isländisch: Bernarður, Bernharð, Vernharð, Vernharður
- Italienisch: Berardo, Bernardo
  - Diminutiv: Bernardino, Dino
- Kroatisch: Bernard
  - Diminutiv: Dino
- Niederländisch: Barend, Berend, Bernard
  - Diminutiv: Ben
- Norwegisch: Berhard, Bernard, Bernatt, Bjørner
  - Diminutiv: Bernt
- Polnisch: Bernard
- Portugiesisch: Bernardo
  - Diminutiv: Bernardinho
- Schwedisch: Bernard
  - Diminutiv: Bernt
- Slowenisch: Bernard
- Spanisch: Bernardo
  - Baskisch: Beñat
  - Katalanisch: Bernat
  - Diminutiv: Bernardino
- Tschechisch: Bernard
- Ungarisch: Bernát

### Weibliche Varianten
- Deutsch: Bernharda, Bernhardine
  - Diminutiv: Bernadette
- Englisch: Bernardine
  - Diminutiv: Bernadette, Bernie, Berny
- Französisch: Bernarde
  - Diminutiv: Bernadette, Bernardine
- Italienisch
  - Diminutiv: Bernardetta, Bernardina, Dina
- Kroatisch: Bernarda
- Niederländisch: Berendina
  - Diminutiv: Bernadette, Dina
- Slowenisch: Bernarda
- Spanisch: Bernarda
  - Diminutiv: Bernardina, Bernardita, Dina
- Ungarisch: Bernadett

## Namenstage
- 20. Mai: nach Bernhardin von Siena
- 13. Juni: nach Bernhard von Aosta (als Bistumsheiliger von Sitten am 15. Juni gefeiert)
- 15. Juli: nach Bernhard von Baden
- 20. August: nach Bernhard von Clairvaux
- 28. September: nach Bernhardin von Feltre
- 12. Oktober: nach Bernhard von Kamenz
- 5. November: nach Bernhard Lichtenberg
- 14. November: nach Bernhard Letterhaus

## Bekannte Namensträger

### Herrscher und Adlige
- Bernhard (Italien) (* um 797; † 818), König von Italien (812–818)
- Bernhard von St. Gallen († nach 890), Abt von St. Gallen
- Bernhard (Sohn Karls III.) (* ca. 876; † 891 oder 892), Sohn von Kaiser Karl III.
- Bernhard (Legat) († 14. Dezember 935 oder 15. Januar 936), Graf von Borghorst, Legat in der Schlacht bei Lenzen 929
- Bernhard (Ravensberg) († 1346), Graf von Ravensberg
- Bernhard (Oppeln-Falkenberg) (1382–1455), Herzog von Falkenberg
- Bernhard (Baden-Durlach) (1517–1553), Markgraf von Baden-Pforzheim
- Bernhard (Sachsen-Jena) (1638–1678), Herzog von Sachsen-Jena
- Bernhard I. (Armagnac) († 995), Graf von Armagnac
- Bernhard I. (Anhalt-Bernburg), Fürst
- Bernhard I. (Baden) (1364–1431), Markgraf von Baden
- Bernhard I. (Braunschweig-Lüneburg) († 1434), Herzog zu Braunschweig-Lüneburg
- Bernhard I. (Lebenau) († 1229), Graf von Lebenau
- Bernhard I. (Lippe), Herr zur Lippe
- Bernhard I. (Haldensleben) († 1018/36), Markgraf der Nordmark
- Bernhard I. von Höckelheim/Plesse (1150–1190), Vasall des Hermann II. von Winzenburg
- Bernhard I. (Jauer-Löwenberg)
- Bernhard I. (Sachsen) (* um 950; † 1011), Herzog in Sachsen (973–1011)
- Bernhard I. (Sachsen-Meiningen), Herzog (1649–1706)
- Bernhard I. (Werle) (1245–1286), von 1277 bis 1281 Herr zu Werle und von 1281 bis 1286 Herr zu Prisannewitz
- Bernhard II. (Anhalt-Bernburg) (* um 1260; † 1323), regierender anhaltischer Landesfürst aus dem Geschlecht der Askanier
- Bernhard II. (Armagnac) († nach 1064), Graf von Armagnac
- Bernhard II. (Baden) (1428/1429–1458)
- Bernhard II. (Braunschweig-Lüneburg), Herzog († 1464)
- Bernhard II. (Haldensleben) († 1044/51), Markgraf der Nordmark
- Bernhard II. von Lebus (12./13. Jh.), Bischof
- Bernhard II. (Lippe) (* um 1140; † 1224), Herr zur Lippe
- Bernhard II. (Sachsen) (* nach 990; † 1059), Herzog in Sachsen (1011–1059)
- Bernhard II. (Sachsen-Lauenburg), Herzog (1436–1463)
- Bernhard II. (Sachsen-Meiningen), Herzog (1800–1882)
- Bernhard II. (Schweidnitz), Herzog von Schweidnitz (1301–1326)
- Bernhard II. (Toulouse) († 874), Graf von Toulouse
- Bernhard II. (Werl) (* um 1010; † um 1070), Graf von Werl
- Bernhard II. (Werle) (1320–1382), Herr von Werle
- Bernhard II. von Wölpe (1176–1221), Graf von Wölpe
- Bernhard III. (Sachsen) (1140–1212), Herzog von Sachsen (1180–1212)
- Bernhard III. (Lippe), Herr von Lippe (1229–1265)
- Bernhard III. (Baden-Baden) (1474–1536), Markgraf von Baden-Baden
- Bernhard III. (Sachsen-Meiningen) (1851–1928), letzter regierender Herzog von Sachsen-Meiningen
- Bernhard III. von Oesede († 1223), von 1204 bis 1223 Bischof von Paderborn
- Bernhard IV. (Lippe) (1230–1275)
- Bernhard V. (Lippe) (um 1290–1365), Herr von Rheda
- Bernhard V. zur Lippe (1277–1341), Bischof von Paderborn
- Bernhard VI. (Lippe)
- Bernhard VII. (Lippe) (1428–1511)
- Bernhard VIII. (Lippe) (1527–1563)
- Bernhard I. (Anhalt-Bernburg) (1252–1287)
- Bernhard II. (Anhalt-Bernburg) (1287–1318)
- Bernhard III. (Anhalt) (1318–1348)
- Bernhard IV. (Anhalt) (1348–1354)
- Bernhard V. (Anhalt) (1404–1420)
- Bernhard VI. (Anhalt) (1420–1468)
- Bernhard VII. (Anhalt) (1540–1570)
- Bernhard I. von Hildesheim († 1154), 1130 bis 1153 Bischof von Hildesheim
- Bernhard I. von Oesede († 1160), 1127 bis 1160 Bischof von Paderborn
- Bernhard I. von Ratzeburg († 1164/1165)
- Bernhard II. von Ratzeburg († 1198)
- Bernhard von Spanheim (1176/1181–1256), Herzog von Kärnten
- Bernhard von Aosta, Heiliger
- Bernhard (Bischof) († 13. August 1023), von 1013/14 bis 1023 Bischof des Slawenbistums Oldenburg, residierte aber bis zu seiner Vertreibung 1018 auf der Mecklenburg
- Bernhard Breunig (* 1724; † 1797), Abt von Kloster Theres
- Bernhard von Clairvaux, Heiliger, (* um 1090; † 1153), Abt, Kreuzzugsprediger und Mystiker
- Bernhard von Cluny, Mönch in Cluny (erste Hälfte des 12. Jahrhunderts), gesellschaftskritischer Schreiber des Mittelalters (De Contemptu Mundi)
- Bernhard Franz Josef von Gerolt (1747–1828), Geheimer Kurköln. Hofrat und Herrn auf Burg zur Leyen
- Bernhard von Poitiers, westfränkischer Adliger
- Bernhard von Gothien († nach 878), westfränkischer Adliger
- Bernhard von Hadmersleben (10. Jahrhundert), Bischof
- Bernhard von Ibbenbüren († 1203), von 1188 bis 1203 als Bernhard II. Bischof von Paderborn
- Bernhard zur Lippe-Biesterfeld (1911–2004), niederländischer Prinzgemahl
- Bernhard von Minden, von 905 bis 914 Bischof von Minden
- Bernhard von Sachsen-Lauenburg († 1523), Dompropst in Köln
- Bernhard von Sachsen-Weimar (1604–1639)
- Bernhard von Septimanien oder Bernhard I. von Barcelona (* vor 802; † 844), Staatsmann am Hofe Kaiser Ludwigs des Frommen
- Bernhard von Valence (* vor 1098; † 1135), Bischof von Arthah (1099), lateinischer Patriarch von Antiochia (1100–1135)
- Bernhard III. von Wölpe (1230/1240–1310), Erzbischof von Magdeburg und von Bremen
- Bernhardin von Siena (1380–1444), italienischer Heiliger
- Bernhardin von Feltre Seliger (1439–1494), Franziskaner, Prediger und Gründer caritativer Leihanstalten
- Bernhard (Missionsbischof), wirkte 1121/1122 als Missionsbischof in Pommern
- Bernhard von Prag († spätestens 1240), Bischof von Prag
- Bernhard von Konstanz (auch Bernhard der Sachse; † 1088), Gelehrter und Publizist
- Bernhard von Breidenbach (auch Breydenbach; * um 1440, † 1497), Beamter und Politiker des Erzbistums Mainz
- Bernhard von Cotta (1808–1879), deutscher Geologe und Bergbauwissenschaftler
- Bernhard van Treeck (* 1964), deutscher Buchautor, Arzt & Psychotherapeut
- Bernhard von Uhde (1817–1883), deutscher Jurist und Politiker
- Bernhard Ludwig von Platen (* um 1733; † 1774), preußischer Offizier und der erste wolgadeutsche Dichter
- Bernhard von Quintavalle (* um 1175; † zwischen 1242 und 1245), Gefährte des Heiligen Franz von Assisi
- Bernhard von Lindenau (1779–1854), deutscher Jurist, Astronom, Minister und Mäzen
- Bernhard der Gute (* um 1170; † 1227), Ritter und Diplomat aus der Familie der Horstmarer
- Bernhard von Gützkow († vor 21. April 1320)
- Bernat Guillem I. d’Entença (Bernard Wilhelm von Montpellier; † 1237), katalanischer Adliger okzitanischer Herkunft

### Vorname
- Bernhard Almstadt (1897–1944), deutscher Widerstandskämpfer
- Bernhard von Baden (* 1970), Chef des Hauses Baden, deutscher Unternehmer
- Bernhard Baier (1912–2003), deutscher Wasserballspieler und Sportfunktionär
- Bernhard Baier (1943–2021), deutscher Schauspieler
- Bernhard Baier (* 1975), österreichischer Politiker (ÖVP)
- Bernhard Bettermann (* 1965), deutscher Schauspieler
- Bernhard Boll (1756–1836), deutscher Geistlicher, Erzbischof von Freiburg
- Bernhard Boll (1913–1968), deutscher Verleger
- Bernhard Boll (* 1946), deutscher Verleger
- Bernhard Brink (* 1952), deutscher Schlagersänger und Fernsehmoderator
- Bernhard der Deutsche (um 1470), Orgelspieler, angeblich Erfinder des Orgelpedals
- Bernhard Erdmannsdörffer (1833–1901), deutscher Historiker
- Bernhard Fleckenstein (* 1940), deutscher Soziologe, Ministerialbeamter und Hochschullehrer
- Bernhard Fleckenstein (1944–2021), deutscher Mediziner, Virologe und Hochschullehrer
- Bernhard Maria Fuchs (1959–2014), deutscher Künstler
- Bernhard Goodwin (* 1979), deutscher Politiker (SPD) und Schauspieler
- Bernhard Gál (* 1971), österreichischer Komponist und Künstler
- Bernhard Grobe (1819–1891), deutscher Rittergutsbesitzer und Mitglied des Deutschen Reichstags
- Bernhard Grzimek (1909–1987), deutscher Zoologe
- Bernhard Halbe (* 1958), deutscher Politiker (CDU), Bürgermeister von Schmallenberg
- Bernhard Heitzer (* 1949), deutscher Regierungsbeamter
- Bernhard Hoëcker (* 1970), deutscher Komödiant
- Bernhard Höfler (* 1986), österreichischer Gewerkschafter und Politiker (SPÖ)
- Bernhard Höting (1821–1898), deutscher Geistlicher, Bischof von Osnabrück
- Bernhard Ilg (* 1956), deutscher Politiker
- Bernhard Irrgang (Organist) (1869–1916), deutscher Organist, Komponist und Dozent für Orgelspiel
- Bernhard Irrgang (Philosoph) (1953–2024), deutscher Technikphilosoph und Ethiker
- Bernhard Kegel (* 1953), deutscher Schriftsteller
- Bernhard Kluttig (* 1974), deutscher Verwaltungsjurist und politischer Beamter
- Bernhard Körner (* 1949), österreichischer römisch-katholischer Theologe und Hochschullehrer
- Bernhard Landauer (* 1970), österreichischer Sänger
- Bernhard Langer (1901–1979), deutscher Mediziner
- Bernhard Langer (1920–2014), deutscher Künstler
- Bernhard Langer (* 1957), deutscher Golfspieler
- Bernhard Lenz (* 1968), deutscher Architekt und Hochschullehrer
- Bernhard Lichtenberg (1875–1943), deutscher Priester und Widerstandskämpfer, Gerechter unter den Völkern
- Bernhard von Lindenau (1779–1854), deutscher Staatsmann und Astronom
- Bernhard Ludwig (1948–2023), österreichischer Kabarettist
- Bernhard Hieronymus Ludwig (1834–1897), österreichischer Möbelfabrikant
- Bernhard Luginbühl (1929–2011), Schweizer Bildhauer und Eisenplastiker
- Bernhard May (1783–1856), deutscher Müller und Revolutionär, Mitglied des Vorparlaments
- Bernhard Mende (1937–2004), deutscher Generalleutnant, Inspekteur der Luftwaffe
- Bernhard Meuser (1883–1949), deutscher Politiker (CDU)
- Bernhard Meuser (* 1953), deutscher Publizist und Verleger
- Bernhard Miltenberg (1786–1833), deutscher Jurist, Richter und Politiker
- Bernhard Münz (1856–1919), österreichischer Philosoph und Bibliothekar
- Bernhard Oberholzer (* 1985), Schweizer Radrennfahrer
- Bernhard Oberle (1946–2022), deutscher Fußballspieler
- Bernhard Ohsam (1926–2001), rumäniendeutscher Journalist, Schriftsteller und Hörfunkredakteur
- Bernhard Opfermann (1913–1995), deutscher römisch-katholischer Priester und Heimatforscher
- Bernhard Oppermann (1853–1917), deutscher Jurist, Reichsgerichtsrat
- Bernhard Paul (* 1947), österreichischer Clown und Zirkusdirektor (Roncalli)
- Bernhard Petruschke (1910–2005), deutscher Motorradrennfahrer
- Bernhard Philberth (1927–2010), deutscher Physiker, Philosoph und Theologe
- Bernhard Prager (1867–1934), deutscher Chemiker und Editor
- Bernard M. Rosenthal (1920–2017), deutsch-US-amerikanischer Buchhändler und Antiquar
- Bernhard Rüder (1899–1968), deutscher Gynäkologe Verbandspräsident und Politiker
- Bernhard Russi (* 1948), Schweizer Skirennfahrer
- Bernhard Schmidt (1825–1892), deutscher Sänger (Bass) und Schauspieler
- Bernhard Schmidt (1825–1887), deutscher Jurist, Rittergutsbesitzer und Politiker, MdR
- Bernhard Schmidt (1837–1917), deutscher Klassischer Philologe
- Bernhard Schmidt (1879–1935), deutscher Optiker
- Bernhard Schmidt (1890–1960), deutscher SS-Obersturmbannführer
- Bernhard Schmidt (1906–2003), deutscher Arzt, Hygieniker und Hochschullehrer
- Bernhard Schmidt (1909–2008), deutscher Ingenieur und Manager
- Bernhard Schnur (* 1966), österreichischer Musiker
- Bernhard Scholz (1835–1916), deutscher Dirigent, Komponist und Musikpädagoge
- Bernhard von Schwerin (1831–1906), deutscher Großgrundbesitzer und Politiker
- Bernhard Stade (1848–1906), deutscher evangelischer Theologe, Hochschullehrer und -rektor
- Bernhard H. F. Taureck (* 1943), deutscher Philosoph
- Bernhard Timm (1909–1992), deutscher Industriemanager (BASF)
- Bernhard Vogel (1932–2025), deutscher Politiker (CDU), Ministerpräsident von Rheinland-Pfalz und Thüringen
- Bernhard Paul Vonficht (* 1950), deutscher Sänger und Produzent, siehe Bernie Paul
- Bernhard Wabnitz (* 1952), deutscher Journalist
- Bernhard Welte (1906–1983), deutscher Religionsphilosoph
- Bernhard Wenger (* 1992), österreichischer Filmregisseur, Drehbuchautor und Filmproduzent
- Bernhard Wicki (1919–2000), österreichisch-schweizerischer Regisseur und Schauspieler
- Bernhard Zimburg (* 1954), österreichischer Diplomat